# Sceau des Samoa américaines
Le Sceau des Samoa américaines est basé sur un dessin traditionnel local.
Le fue ou l'attrape-mouche, représente la sagesse, alors que le To'oto'o baton cérémonial représente l'autorité. Chaque symbole utilisé indique le rang des chefs.
La devise des Samoas apparait dans la bordure du sceau en Samoan: Samoa Ia Muamua Le Atua (Samoa, laisse dieu être le premier.)